# Nolberto Solano
Nolberto Albino Solano Todco (Callao, 12 de diciembre de 1974) es un exfutbolista y entrenador de futbol peruano. Actualmente dirige a la selección de Pakistán.
Se inició jugando como lateral derecho, aunque luego también ocupó la posición de mediocampista. Fue uno de los mejores futbolistas peruanos de los últimos tiempos y es considerado uno de los mejores futbolistas sudamericanos durante la segunda mitad de los años 1990 y primera mitad de los años 2000. Cabe destacar que tiene el récord del futbolista latinoamericano con mayor cantidad de asistencias en la historia de la Premier League. Reconocido también como uno de los mejores futbolistas latinoamericanos en la historia de la Premier League.
Comenzó su carrera como lateral derecho y destacó muy rápidamente con el club Sporting Cristal, con el cual conquistó 3 títulos de Liga Peruana en las ediciones de 1994, 1995 y 1996, también logró alcanzar la final de la Copa Libertadores 1997, siendo distinguido como "mejor jugador" del torneo. Fue considerado el «mejor lateral de América» en el año 1997, donde integró el Equipo Ideal de América, además de ser elegido el «segundo mejor jugador de América» del mismo año. Desde entonces se había transformado en mediocampista interior debido a su gran visión de juego, pero además comenzó a ganar popularidad como uno de los mejores ejecutores de tiros libres de Sudamérica.
A los 22 años Boca Juniors lo fichó y allí escribió una destacada historia jugando al lado de Diego Maradona, quien lo bautizó como "El Maestrito". No tardó mucho en dar el salto a Europa fichando por el Newcastle United y así se convirtió en el primer futbolista peruano en jugar en Inglaterra. Con el pasar de los años empezó a ganar jerarquía en el fútbol inglés, jugando casi 9 temporadas en Newcastle United, 3 temporadas en Aston Villa y 1 temporada en West Ham United, es hasta hoy considerado uno de los mejores sudamericanos que han jugado alguna vez en aquel país.
En enero de 2008, fue elegido el mejor ejecutor de tiros libres del mundo por la FIFA. En la Liga Peruana es considerado uno de los mejores jugadores de la década de 1990 y el mejor en su puesto, en 2009 fue elegido el mejor volante del torneo peruano. En Europa, especialmente en la Premier League fue ídolo del Newcastle United club en el cual militó durante nueve temporadas además de ser considerado como uno de los mejores mediocampistas de la liga inglesa donde era recordado por sus magníficos tiros libres, es uno de los 20 máximos asistidores en la historia de la Premier League, es el segundo futbolista latino histórico con más partidos disputados en la Liga inglesa, así como uno de los que convirtió más goles y el máximo en asistencias.
Fue internacional absoluto con la selección peruana, además de ser su sexto máximo goleador histórico (20 goles en 95 partidos disputados). Debutó en la selección el 3 de mayo de 1994, en un encuentro amistoso ante la selección de Colombia, y su primer gol lo anotó el 25 de junio de 1995, en un encuentro amistoso disputado en la ciudad de Lima ante la selección de Eslovaquia. Participó en tres ediciones de la Copa América y también formó parte de la selección peruana que disputó la Copa Kirin 1999, la Copa de Oro de la Concacaf 2000 y las eliminatorias para los mundiales de Francia 1998, Corea del Sur y Japón 2002, Alemania 2006 y Sudáfrica 2010.

## Biografía
Estudió en el Liceo Naval Contralmirante Montero. Es divorciado y padre de dos hijos: Matías (n. 2002) y Luana (n. 2005). Es también un trompetista y ha creado su propia banda de salsa, denominada Los Geordie Latinos.
Es familiar del también futbolista Heleno Solano Valdivia, quien milita en el Liga Distrital de Breña, de Perú.

## Trayectoria

### Como futbolista
Inició su carrera como futbolista en las divisiones menores de Alianza Lima. Hizo su debut en la Primera División el 12 de abril de 1992 en Sporting Cristal con triunfo por 2-0 ante San Agustín en el estadio de Matute, ese año jugó 4 partidos.
Al año siguiente fue cedido en préstamo al Deportivo Municipal, donde fue considerado la revelación del campeonato. Luego de su paso por el Municipal regresó al Sporting Cristal, club en el cual logró sus mayores éxitos entre 1994 y 1997, ya que obtuvo un tricampeonato (1994-1995-1996) y el subcampeonato de la Copa Libertadores 1997, siendo el mejor jugador del torneo.

### Boca Juniors y salto a Europa
En agosto de 1997, a la edad de 22 años fue fichado por el Boca Juniors de Argentina, dirigido en ese entonces por el Bambino Veira, llegando a jugar al lado de Diego Maradona, el cual le colocó el apodo de Maestrito por la forma en que ejecutaba los tiros libres.
Su primer clásico fue un partidazo, en aquel triunfo (3-2) de Boca, Solano recibió la confianza del técnico 'Bambino' Veira para desenvolverse por carrilero por derecha (para los que recuerdan más a un ‘Ñol’ de 30 años en adelante, Nolberto tenía una gran velocidad para trepar por la banda derecha) y no lo hizo nada mal para los miles de fanáticos xeneizes que asistieron aquel día al mítico estadio de Boca.
El clásico comenzaría cuesta abajo para Boca, luego de que Santiago Solari marcara el 1-0 a favor de los 'Millonarios' con un disparo de zurda. No obstante, en el segundo tiempo, apareció Claudio Caniggia para igualar el resultado. Todo la tribuna se cayó para el festejo del gol del ‘Pájaro’, que posteriormente vendría para los minutos destacados de Solano.
A los 70 minutos de juego, Nolberto Solano tomó un rebote al borde del área de River y sacó un remate potente, que no pudo ser controlado por el portero Roberto Bonano. Los hinchas vibraron por el balón suelto y ahí, Martín Palermo aprovechó para poner 2-1 a favor del equipo del ‘Bambino’. ‘La Bombonera’ estallaba, Solano fue a abrazar a sus compañeros y todos felices en aquella celebración. Pero llegaría más del ‘Ñol’. Solano cobró un tiro de esquina que terminó conectando en el área 'El Vasco' Arruabarrena, por lo que podemos decir que dio una asistencia en aquel clásico además de hacer un partido espectacular ante el clásico rival como también logró hacer una gran actuación en el Monumental de Nuñez donde el Xeneize logró nuevamente el triunfo 2-1 que tuvo como uno de los protagonistas a Nolberto Solano, quien participó en la jugada del gol de Martín Palermo.
Al finalizar la temporada 1997 fue elegido el segundo mejor futbolista sudamericano del año, tras el chileno Marcelo Salas.

### Newcastle United

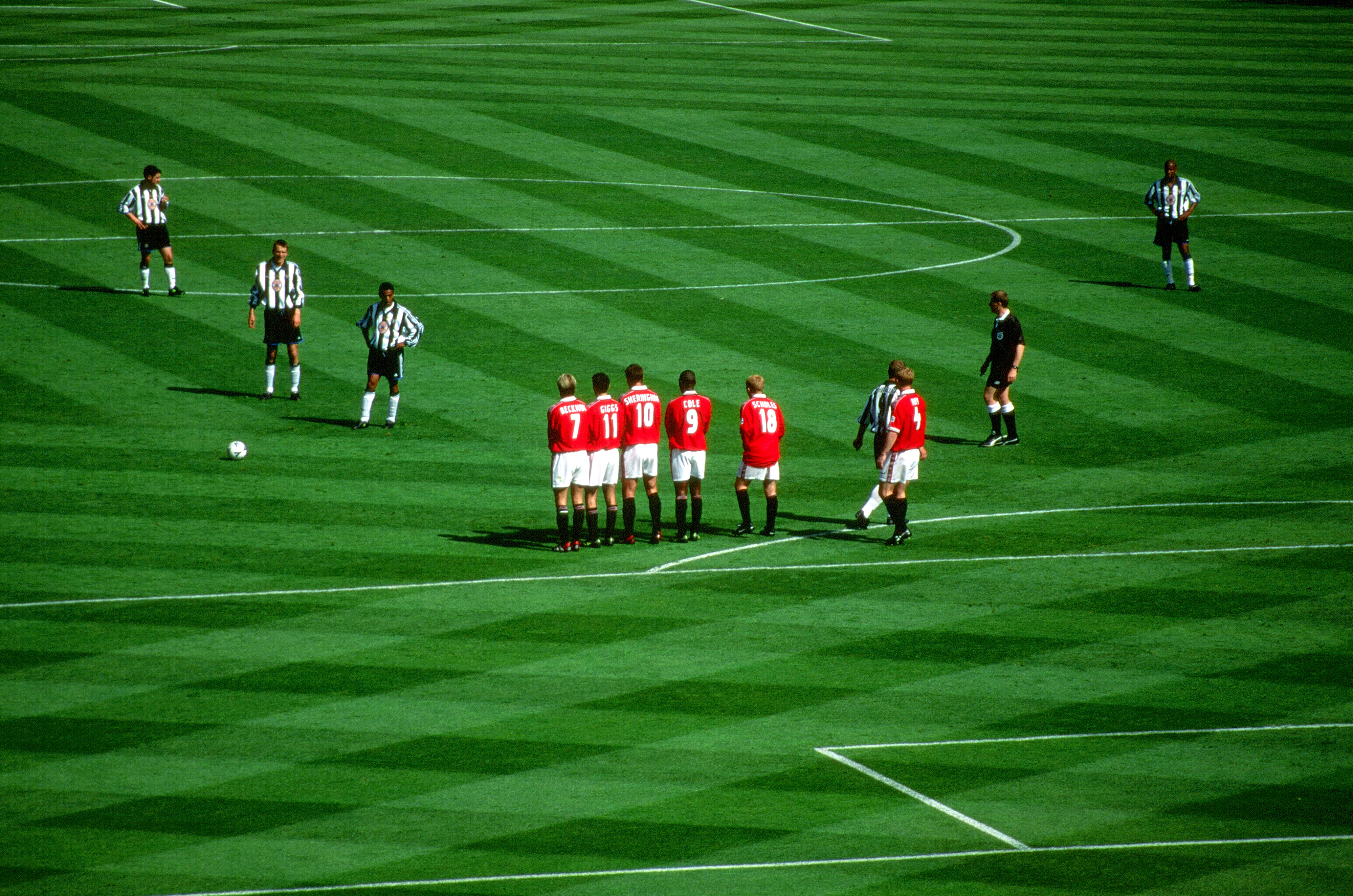
Solano se prepara para lanzar un tiro libre en la final de la Copa FA 1999

Luego, en agosto de 1998, se convirtió en el primer futbolista peruano en jugar en Inglaterra al firmar un contrato con el Newcastle United por 2.480.000 libras. Su debut en la Premier League se produjo ante el Chelsea F. C. el 22 de agosto de 1998, encuentro en el cual fue sustituido en el minuto 67 por el sueco Andreas Andersson.
En junio de 2001, firmó un nuevo contrato con el Newcastle, lo que significaría que podría conservar su lugar en el club durante cinco años. Un mes más tarde, anotó un gol, (que luego describiría como el mejor gol de su carrera) ante el 1860 Múnich en la Copa Intertoto de la UEFA 2001.

### Pretendido por el Mánchester United
Durante el mercado de fichajes en verano del 2003. Real Madrid se alistaba para la llegada de David Beckham. Mientras Florentino Pérez alista todo para presentar a su nuevo 'Galáctico', el Mánchester United buscaba un reemplazante. Y entre ellos se encontraba como opción: Nolberto Albino Solano Todco.
No fue un rumor de algún tabloide británico, los acercamientos entre las partes existieron, tal como lo reveló el propio 'Ñol' en una entrevista en un programa de televisión.
“Se habló cuando Beckham se iba al Real Madrid, pero apareció Cristiano Ronaldo en esa posición y lo llevan de chiquillo del Sporting de Lisboa... pero a veces llegar a estos clubes se necesita más relaciones” confesó el ex seleccionado peruano e ídolo del Newcastle United.
El exjugador del Newcastle, Boca Juniors, Aston Villa, entre otros equipos, se metió en la lista de fichajes del United. Sin embargo, los 'Red Devils' terminaron apostando por un jugador que a la larga terminó siendo uno de los mejores de la historia: Cristiano Ronaldo.

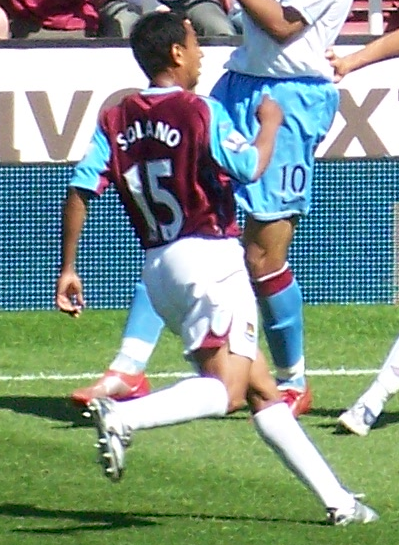
Solano jugando para el West Ham

### Aston Villa
Finalmente después de cinco temporadas en el Newcastle, fue transferido en el mercado de pases de enero de 2004 al Aston Villa firmando un contrato por dos años y medio y un costo de 1,5 millones de libras. En el Aston Villa se convirtió en una importante figura, siendo el goleador del equipo en la temporada 2004-05. Ese mismo año fue elegido como el jugador del año por los hinchas, la prensa y sus compañeros de equipo. Solano fue fichado nuevamente por el Newcastle el 31 de agosto del 2005, momentos antes de que se cierre la ventana de transferencia del verano.

### Regreso al Newcastle United
El contrato le costó al Newcastle 1,5 millones de libras y el traspaso del centrocampista James Milner al Aston Villa. Solano firmó un contrato por dos años, con la opción de extender el contrato por un año más. En la temporada 2005-06, marcó 5 goles. El primero fue para que el Newcastle venciera al Arsenal F. C., el segundo fue para emptar 2-2 contra el Middlesbrough F. C., luego un par contra el Everton F. C. y finalmente el quinto contra el Bolton Wanderers. Como su contrato con el Newcastle expiraba, Solano firmó un nuevo contrato con las urracas en el verano de 2007, sin embargo unos pocos meses más tarde pidió abandonar el club con la finalidad de estar más cerca de su familia, que se había trasladado a la ciudad de Londres.

### West Ham United
Así, Solano firmó un contrato por un año con el West Ham United en agosto de 2007. Debutó en el West Ham en octubre de 2007, ingresando en el segundo tiempo y anotando un gol en un encuentro ante el Sunderland Association. Fue liberado por el West Ham al final de la temporada 2007-08, después de haber anotado 4 goles en 23 apariciones. En agosto de 2008, se unió club griego A. E. Larisa, con un contrato de dos años. Solano debutó en el Larisa el 17 de agosto de 2008, ingresando en el segundo tiempo en la victoria de su equipo sobre el Olympiakos Volou por 2-0.

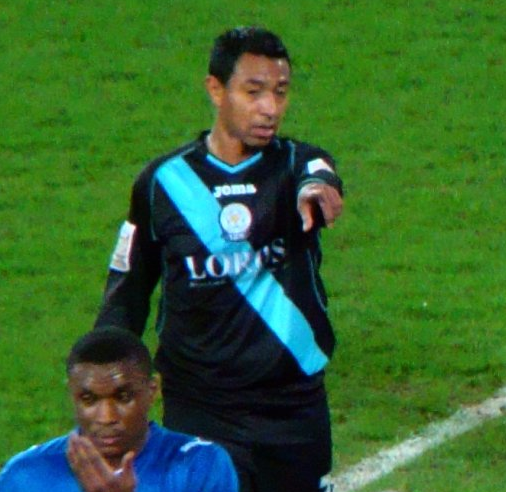
Solano jugando con el Leicester City

### Últimos años y retirada (2009-2011)
En enero de 2009, después de rechazar una oferta del Vélez Sarsfield de Argentina, fue fichado por el Club Universitario de Deportes del Perú. Su debut con el cuadro crema se produjo el 4 de febrero de 2009, en un encuentro amistoso ante al Juan Aurich de Chiclayo con victoria de 2-1 para la «U» con anotaciones de Carlos Orejuela y Rodolfo Espinoza. Al concluir el campeonato Universitario se coronó campeón del torneo al vencer a su clásico rival Alianza Lima con un gol de Solano en el encuentro de vuelta de la final. Luego de conseguir el título, retornó a Inglaterra y firmó un contrato de seis meses con el Leicester City de la segunda división. El 12 de julio de 2010 firmó un contrato con el Hull City, recién descendido a la segunda división inglesa.

### Como entrenador
El 31 de mayo del 2012 fue nombrado nuevo entrenador del club Universitario de Deportes. Su debut fue el 16 de junio ante Inti Gas en el Estadio Monumental, partido que terminó en una victoria por tres a uno. En abril de 2013 fue contratado por el José Gálvez y en julio se anuló el contrato, por resultados.
En 2015 con Ricardo Gareca como entrenador de la Selección Peruana de Fútbol es llamado a ser asistente técnico, y clasificó con Perú a la Copa del Mundo de Rusia 2018. En el Mundial, perdió dos partidos y ganó uno, no pudiendo clasificar a los octavos de final. Tras la Copa del Mundo, Gareca renovó contrato como entrenador de Perú, y Solano volvió a ser llamado para formar parte de su comando técnico con miras a la Copa América de Brasil 2019 y las Eliminatorias para Catar 2022.
El 21 de julio de 2025, fue nombrado entrenador principal de la selección sub-23 de Pakistán y, simultáneamente, fue nombrado entrenador principal de la selección absoluta.

## Selección nacional
Fue internacional con la selección de fútbol del Perú en 95 ocasiones y marcó 20 goles. Debutó en la selección el 3 de mayo de 1994, en un encuentro amistoso ante la selección de Colombia, y su primer gol lo anotó el 25 de junio de 1995, en un encuentro amistoso disputado en la ciudad de Lima ante la selección de Eslovaquia. Participó en tres ediciones de la Copa América y también formó parte de la selección peruana que disputó la Copa Kirin 1999, la Copa de Oro de la Concacaf 2000 y las eliminatorias para los mundiales de Francia 1998, Corea del Sur y Japón 2002 y Alemania 2006. Después de alejarse de la selección durante un tiempo, regresó a vestir la camiseta de la blanquirroja el 8 de septiembre de 2007, luego de 2 años, 3 meses y 1 día, para disputar un encuentro amistoso ante la selección de Colombia, y para disputar las eliminatorias para la Copa Mundial de Fútbol de 2010.

### Participaciones en Copas América
| Copa              | Sede     | Resultado        | Partidos | Goles |
| ----------------- | -------- | ---------------- | -------- | ----- |
| Copa América 1995 | Uruguay  | Primera fase     | 1        | 0     |
| Copa América 1999 | Paraguay | Cuartos de final | 3        | 1     |
| Copa América 2004 | Perú     | Cuartos de final | 4        | 2     |

## Controversia sobre su nacionalidad
En 2001 fue investigado por las autoridades inglesas, luego de que se conociera que había presentado un pasaporte griego para renovar su permiso de trabajo en el Reino Unido. La posesión de dicha documentación le servía al jugador para agilizar sus trámites legales, dado que la Ley Bosman establece que un ciudadano proveniente de un país integrante de la Unión Europea goza de los mismos derechos laborales que cualquier ciudadano nativo de cualquier otro país que forma parte de la organización trasnacional. Solano sostuvo que el pasaporte le había sido otorgado legítimamente, gracias a que una de sus abuelas descendía de griegos. Luego de cuatro años de investigación, finalmente su caso fue desestimado.

## Clubes

### Como asistente técnico
| Club              | País | Año         |
| ----------------- | ---- | ----------- |
| Selección Peruana | Perú | 2015 - 2022 |

### Como entrenador
| Club                       | País       | Año           |
| -------------------------- | ---------- | ------------- |
| Universitario de Deportes  | Perú       | 2012          |
| José Gálvez                | Perú       | 2013          |
| Internacional de Toronto   | Canadá     | 2014          |
| Selección Peruana sub-23   | Perú       | 2019 - 2020   |
| AFC Eskilstuna             | Suecia     | 2023          |
| Blyth Spartans AFC         | Inglaterra | 2024          |
| FC San Marcos              | Perú       | 2024          |
| Santos FC                  | Perú       | 2024-2025     |
| Selección Pakistaní sub-23 | Pakistán   | 2025-presente |
| Selección de Pakistán      | Pakistán   | 2025-presente |

## Estadísticas

### Clubes
Actualizado a fin de carrera deportiva.
| C. Sporting Cristal · Perú | 1991          | 1.ª           | 2   | —   | —   | —  | — | — | —  | —  | —  | 2   | 0   | 0   | 0    |
| C. Sporting Cristal · Perú | 1992          | 1.ª           | 4   | —   | —   | —  | — | — | —  | —  | —  | 4   | 0   | 0   | 0    |
| C. C. D. Municipal · Perú | 1993          | 1.ª           | 42  | 3   | 6   | —  | — | — | —  | —  | —  | 42  | 3   | 6   | 0,93 |
| C. C. D. Municipal · Perú | Total club    | Total club    | 42  | 3   | 6   | 0  | 0 | 0 | 0  | 0  | 0  | 42  | 3   | 6   | 0,27 |
| C. Sporting Cristal · Perú | 1994          | 1.ª           | 35  | 18  | 5   | —  | — | — | 5  | 0  | 2  | 40  | 18  | 7   | 0,15 |
| C. Sporting Cristal · Perú | 1995          | 1.ª           | 38  | 12  | 7   | —  | — | — | 11 | 3  | 1  | 49  | 15  | 8   | 0,15 |
| C. Sporting Cristal · Perú | 1996          | 1.ª           | 26  | 11  | 4   | —  | — | — | 9  | 3  | 1  | 35  | 14  | 5   | 0,37 |
| C. Sporting Cristal · Perú | 1997          | 1.ª           | 11  | 7   | 8   | —  | — | — | 12 | 3  | 2  | 23  | 10  | 10  | 0,15 |
| C. Sporting Cristal · Perú | Total club    | Total club    | 116 | 48  | 24  | 0  | 0 | 0 | 37 | 9  | 6  | 153 | 57  | 30  | 0,27 |
| C. A. Boca Juniors Argentina | 1997-98       | 1.ª           | 36  | 6   | 9   | —  | — | — | —  | —  | —  | 36  | 6   | 9   | 0,93 |
| C. A. Boca Juniors Argentina | Total club    | Total club    | 36  | 6   | 9   | 0  | 0 | 0 | 0  | 0  | 0  | 36  | 6   | 9   | 0,27 |
| Newcastle United F. C. Inglaterra | 1998-99       | 1.ª           | 29  | 6   | 8   | 7  | 2 | — | 2  | 0  | —  | 38  | 8   | 10  | 0,82 |
| Newcastle United F. C. Inglaterra | 1999-00       | 1.ª           | 30  | 3   | 14  | 4  | 0 | 1 | 6  | 2  | 1  | 40  | 5   | 16  | 0,37 |
| Newcastle United F. C. Inglaterra | 2000-01       | 1.ª           | 33  | 6   | 11  | 5  | 1 | 2 | —  | —  | —  | 38  | 7   | 13  | 0,37 |
| Newcastle United F. C. Inglaterra | 2001-02       | 1.ª           | 37  | 7   | 10  | 9  | 1 | 4 | 6  | 4  | 2  | 52  | 12  | 16  | 0,37 |
| Newcastle United F. C. Inglaterra | 2002-03       | 1.ª           | 31  | 7   | 7   | 2  | 1 | 0 | 10 | 1  | 3  | 43  | 9   | 10  | 0,37 |
| Newcastle United F. C. Inglaterra | 2003-04       | 1.ª           | 12  | 0   | 3   | 5  | 1 | 2 | 5  | 1  | 1  | 17  | 1   | 4   | 0,37 |
| Aston Villa F. C. Inglaterra | 2003-04       | 1.ª           | 10  | 0   | 2   | 1  | 0 | 0 | —  | —  | —  | 11  | 0   | 2   | 0,70 |
| Aston Villa F. C. Inglaterra | 2004-05       | 1.ª           | 39  | 8   | 8   | 3  | 1 | 2 | —  | —  | —  | 42  | 9   | 10  | 0,70 |
| Aston Villa F. C. Inglaterra | Total club    | Total club    | 49  | 8   | 10  | 4  | 1 | 2 | 0  | 0  | 0  | 53  | 9   | 12  | 0,60 |
| Newcastle United F. C. Inglaterra | 2005-06       | 1.ª           | 29  | 6   | 4   | 4  | 1 | — | —  | —  | —  | 33  | 7   | 4   | 0,39 |
| Newcastle United F. C. Inglaterra | 2006-07       | 1.ª           | 28  | 2   | 6   | 5  | 2 | 0 | 11 | 1  | 1  | 44  | 5   | 8   | 0,37 |
| Newcastle United F. C. Inglaterra | 2007-08       | 1.ª           | 2   | 0   | —   | —  | — | — | —  | —  | —  | 2   | 0   | 0   | 0,36 |
| Newcastle United F. C. Inglaterra | Total club    | Total club    | 231 | 37  | 64  | 36 | 8 | 7 | 40 | 9  | 8  | 307 | 54  | 79  | 0,35 |
| West Ham United F. C. Inglaterra | 2007-08       | 1.ª           | 23  | 4   | 3   | —  | — | — | —  | —  | —  | 23  | 4   | 3   | 0,44 |
| West Ham United F. C. Inglaterra | Total club    | Total club    | 23  | 4   | 3   | 0  | 0 | 0 | 0  | 0  | 0  | 23  | 4   | 3   | 0,44 |
| A. E. Larissa · Grecia | 2008-09       | 1.ª           | 13  | 1   | 2   | —  | — | — | 2  | —  | —  | 15  | 1   | 2   | 0,44 |
| A. E. Larissa · Grecia | Total club    | Total club    | 13  | 1   | 2   | 0  | 0 | 0 | 2  | 0  | 0  | 15  | 1   | 2   | 0,44 |
| Universitario de Deportes · Perú | 2009          | 1.ª           | 26  | 7   | 5   | —  | — | — | 6  | 2  | 2  | 32  | 9   | 7   | 0,44 |
| Universitario de Deportes · Perú | Total club    | Total club    | 26  | 7   | 5   | 0  | 0 | 0 | 6  | 2  | 2  | 32  | 9   | 7   | 0,44 |
| Leicester City F. C. Inglaterra | 2009-10       | 2.ª           | 13  | 0   | 3   | —  | — | — | —  | —  | —  | 13  | 0   | 3   | 0,44 |
| Leicester City F. C. Inglaterra | Total club    | Total club    | 13  | 0   | 3   | 0  | 0 | 0 | 0  | 0  | 0  | 13  | 0   | 3   | 0,44 |
| Hull City Inglaterra | 2010-11       | 2.ª           | 13  | 1   | 1   | —  | — | — | —  | —  | —  | 13  | 1   | 1   | 0,44 |
| Hull City Inglaterra | Total club    | Total club    | 13  | 1   | 1   | 0  | 0 | 0 | 0  | 0  | 0  | 13  | 1   | 1   | 0,44 |
| Hartlepool United Inglaterra | 2011-12       | 3.ª           | 14  | 2   | 1   | 2  | 1 | 0 | —  | —  | —  | 16  | 3   | 1   | 0,70 |
| Hartlepool United Inglaterra | Total club    | Total club    | 14  | 2   | 1   | 2  | 1 | 0 | 0  | 0  | 0  | 16  | 3   | 1   | 0,44 |
| Total carrera | Total carrera | Total carrera | 576 | 117 | 129 | 44 | 9 | 9 | 85 | 20 | 17 | 703 | 146 | 155 | 0,21 |
| (1) Incluye datos de la Liguilla Pre-Libertadores y FA Cup. (2) Incluye datos de la Recopa de Europa, Liga de Campeones de la UEFA, Copa de la UEFA, Copa Libertadores y Copa Intertoto. (3) No incluye goles en partidos amistosos. |               |               |     |     |     |    |   |   |    |    |    |     |     |     |      |

### Participaciones en competiciones internacionales
| Torneo                         | Club                      | Resultado              | Partidos | Goles | Asistencias |
| ------------------------------ | ------------------------- | ---------------------- | -------- | ----- | ----------- |
| Copa Libertadores 1995         | Sporting Cristal          | Cuartos de final       | 10       | 3     | 0           |
| Copa Libertadores 1996         | Sporting Cristal          | Octavos de final       | 8        | 3     | 0           |
| Copa Libertadores 1997         | Sporting Cristal          | Subcampeón             | 12       | 3     | 0           |
| Recopa de Europa 1998-99       | Newcastle United          | Dieciseisavos de final | 2        | 0     | 0           |
| Copa de la UEFA 1999-2000      | Newcastle United          | Dieciseisavos de final | 6        | 1     | 2           |
| Copa Intertoto de la UEFA 2001 | Newcastle United          | Subcampeón             | 6        | 4     | 4           |
| Champions League 2002-03       | Newcastle United          | Fase de grupos         | 12       | 1     | 2           |
| Champions League 2003-04       | Newcastle United          | Fase de Clasificación  | 2        | 1     | 0           |
| Copa de la UEFA 2003-04        | Newcastle United          | Semifinal              | 3        | 0     | 1           |
| Copa Intertoto de la UEFA 2006 | Newcastle United          | Campeón                | 2        | 0     | 0           |
| Copa de la UEFA 2006-07        | Newcastle United          | Cuartos de final       | 9        | 0     | 1           |
| Copa Libertadores 2009         | Universitario de Deportes | Fase de grupos         | 6        | 2     | 0           |

### Goles en competencias internacionales
| Resultados        | Resultados        | Resultados        | Resultados           | Lugar               | Estadio                  | Fecha                    | Temporada                 | Gol(es)           |
| Copa Libertadores | Copa Libertadores | Copa Libertadores | Copa Libertadores    | Copa Libertadores   | Copa Libertadores        | Copa Libertadores        | Copa Libertadores         | Copa Libertadores |
| ----------------- | ----------------- | ----------------- | -------------------- | ------------------- | ------------------------ | ------------------------ | ------------------------- | ----------------- |
| Sporting Cristal  | 2                 | 2                 | Caracas              | Caracas             | Estadio Brígido Iriarte  | 26 de abril de 1995      | Copa Libertadores 1995    | Anotado           |
| Sporting Cristal  | 6                 | 3                 | Caracas              | Lima                | Estadio Nacional         | 26 de abril de 1995      | Copa Libertadores 1995    | Anotado           |
| Sporting Cristal  | 7                 | 0                 | Jorge Wilstermann    | Lima                | Estadio Nacional         | 17 de marzo de 1995      | Copa Libertadores 1995    | Anotado           |
| Sporting Cristal  | 2                 | 1                 | River Plate          | Lima                | Estadio Nacional         | 1 de mayo de 1996        | Copa Libertadores 1996    | Anotado           |
| Sporting Cristal  | 2                 | 5                 | River Plate          | Buenos Aires        | Monumental de Núñez      | 8 de mayo de 1996        | Copa Libertadores 1996    | Anotado           |
| Sporting Cristal  | 1                 | 0                 | Gremio               | Lima                | Estadio Nacional         | 7 de marzo de 1997       | Copa Libertadores 1997    | Anotado           |
| Sporting Cristal  | 3                 | 0                 | Bolivar              | Lima                | Estadio Nacional         | 28 de mayo de 1997       | Copa Libertadores 1997    | Anotado           |
| Sporting Cristal  | 4                 | 1                 | Racing               | Lima                | Estadio Nacional         | 30 de julio de 1997      | Copa Libertadores 1997    | Anotado           |
| Universitario     | 1                 | 2                 | Libertad             | Luque               | Estadio Dr. Nicolás Leoz | 11 de febrero de 2009    | Copa Libertadores 2009    | Anotado           |
| Universitario     | 1                 | 0                 | San Lorenzo          | Lima                | Estadio Nacional         | 19 de febrero de 2009    | Copa Libertadores 2009    | Anotado           |
| Champions League  |                   |                   |                      |                     |                          |                          |                           |                   |
| Newcastle United  | 1                 | 4                 | Inter de Milan       | Newcastle upon Tyne | St. James' Park          | 27 de noviembre de 2002  | Champions League 2002-03  | Anotado           |
| Newcastle United  | 1                 | 0                 | Partizán de Belgrado | Newcastle upon Tyne | St. James' Park          | 13 de agosto de 2003     | Champions League 2003-04  | Anotado           |
| Europa League     |                   |                   |                      |                     |                          |                          |                           |                   |
| Newcastle United  | 2                 | 0                 | CSKA Sofia           | Sofía               | Estadio Balgarska Armiya | 16 de septiembre de 1999 | Copa de la UEFA 1999-2000 | Anotado           |

### Resumen estadístico
| Competición           | Encuentros | Goles | Promedio |
| --------------------- | ---------- | ----- | -------- |
| Primera División      | 533        | 115   | 0,22     |
| Segunda División      | 24         | 0     | 0,00     |
| Tercera División      | 14         | 2     | 0,14     |
| Copas nacionales      | 51         | 5     | 0,10     |
| Copas internacionales | 81         | 18    | 0,22     |
| Selección del Perú    | 95         | 20    | 0,21     |
| TOTAL                 | 798        | 160   | 0,20     |

## Palmarés

### Torneos cortos
| Título          | Club             | País | Año  |
| --------------- | ---------------- | ---- | ---- |
| Torneo Apertura | Sporting Cristal | Perú | 1994 |

### Campeonatos nacionales
| Título                    | Club                      | País | Año  |
| ------------------------- | ------------------------- | ---- | ---- |
| Primera División del Perú | Sporting Cristal          | Perú | 1994 |
| Primera División del Perú | Sporting Cristal          | Perú | 1995 |
| Primera División del Perú | Sporting Cristal          | Perú | 1996 |
| Primera División del Perú | Universitario de Deportes | Perú | 2009 |

### Copas internacionales
| Título                    | Club               | País       | Año  |
| ------------------------- | ------------------ | ---------- | ---- |
| Copa Kirin                | Selección del Perú | Perú       | 1999 |
| Copa Intertoto de la UEFA | Newcastle United   | Inglaterra | 2006 |

### Distinciones individuales
| Distinción | Año  |
| --- | ---- |
| Mejor jugador de la Primera División del Perú                                                                        | 1997 |
| Futbolista del año en el Perú.                                                                                       | 1997 |
| Mejor Jugador de la Copa Libertadores de América                                                                     | 1997 |
| "Mejor Lateral de América" (El País)                                                                                 | 1997 |
| Parte del Equipo Ideal de América                                                                                    | 1997 |
| 2.º "Mejor Jugador de América"                                                                                       | 1997 |
| Incluido en el equipo ideal de la Liga argentina temporada 1997/1998                                                 | 1997 |
| Máximo asistidor de la Premier League                                                                                | 1999 |
| Segundo máximo asistidor de la Premier League                                                                        | 2000 |
| Máximo goleador de la temporada - Aston Villa                                                                        | 2004 |
| Jugador del año en el Aston Villa                                                                                    | 2004 |
| Máximo asistidor latinoamericano en la historia de la Premier League                                                 | 2004 |
| Mejor volante de la Primera División del Perú                                                                        | 2009 |
| Top 5 de ejecutadores de tiros libres en la historia de la Premier League                                            | 2015 |
| Incluido dentro de los 100 mejores futbolistas extranjeros en la historia de la Premier League ocupando el puesto 66 | 2017 |
| Incluido en el XI ideal de los mejores ejecutores de tiros libres en la historia del fútbol                          | 2018 |
| Incluido en el once histórico entre exjugadores de River y Boca que pasaron por el fútbol inglés                     | 2019 |
| Incluido en el Salón de la Fama del Newcastle United                                                                 | 2024 |